# Femunden
Femunden ili Femund je treće po veličini jezero u Norveškoj, nalazi se u središnjoj Norveškoj u okruzima Sør-Trøndelag i Hedmark u blizini granice sa Švedskom. Prostire se u općinama Os, Engerdal i Røros. Površina jezera je 203.52 km2, volumen 6 km3, dubina 130 metara, a nalazi se 662 metra iznad morske razine. Jezero je dio Nacionalnog parka Femundsmarka.

## Vanjske poveznice
|  | Zajednički poslužitelj ima još gradiva o temi Femunden |

- Femundsmarka National Park  Arhivirana inačica izvorne stranice od 24. srpnja 2011. (Wayback Machine)